# Malmö västra kontrakt
Malmö västra kontrakt var ett kontrakt i Lunds stift inom Svenska kyrkan. Kontraktet upphörde 31 december 2000 då de ingående församlingarna övergick till Malmö Södra kontrakt.
Kontraktkoden var 0722.

## Administrativ historik
Kontraktet bildades 1997 av delar ur Malmö kontrakt med
- Slottsstadens församling
- Limhamns församling
- Hyllie församling
- Bunkeflo församling
- Kulladals församling
- Tygelsjö församling
- Västra Klagstorps församling